# الدوري البلغاري الممتاز 1991-92
الدوري البلغاري الممتاز 1991-92 (بالبلغارية: „А“ група 1991/92)‏ هو الموسم 68 من الدوري البلغاري الممتاز. أشرف على تنظيمه اتحاد بلغاريا لكرة القدم، وكان عدد الأندية المشاركة فيه 16، وفاز فيه سسكا صوفيا.